# イリノイ (戦艦)

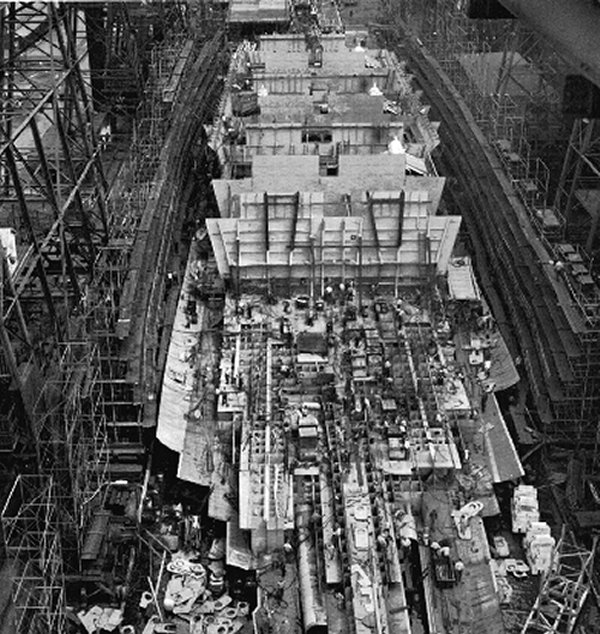
建造途中のイリノイ

イリノイ（英語: USS Illinois, BB-65）は、アメリカ海軍の戦艦。アイオワ級の5番艦。未成艦。艦名はイリノイ州にちなむ。同名を冠する艦としては3隻目。
- 1945年1月15日 - フィラデルフィア海軍造船所で起工。
- 1945年8月12日 - 建造中止。中止決定時に22%が完成していた[1]。
- 1958年9月 - スクラップとして売却。